# Gillette
Gillette – marka maszynek i innych akcesoriów do golenia należąca do Procter & Gamble. Gillette była jedną z kilku marek należących do koncernu The Gillette Company, który  w 2005 roku został przejęty przez Procter & Gamble.
The Gillette Company została założona w 1901 roku przez Kinga C. Gillette’a. Siedziba przedsiębiorstwa mieściła się w Bostonie w stanie Massachusetts w Stanach Zjednoczonych.
W Polsce zakład produkujący wyroby firmy Gillette i należący do grupy P&G znajduje się w Łodzi, powstał w latach 90. XX w. przez wykupienie dawnego polskiego producenta Wizametu. W 2004 roku rozpoczęto budowę nowego zakładu w łódzkim Nowym Józefowie.

## Krytyka
Według informacji podanych w 2009 roku przez brytyjski dziennik Daily Mail koszt produkcji ostrza Fusion wynosi £0.05, natomiast cena sprzedaży £2.43 co daje ponad 4750% przebicia. M.in. z tego powodu ceny produktów grupy P&G stały się przedmiotem śledztwa Office of Fair Trading.